# Chiemgauer Volkstheater/Episodenliste
Diese Episodenliste umfasst alle Fernseh-Aufführungen des Chiemgauer Volkstheaters. Zwischen 1992 und 2019 entstanden insgesamt 214 Theateraufzeichnungen, die bei Sat.1 und im Bayerischen Rundfunk ausgestrahlt wurden.

## Folgen nach Jahr

### 1985–1989
|  | Titel                                   | Sendedatum |
|  | --------------------------------------- | ---------- |
|  | Thomas auf der Himmelsleiter            | 1985       |
|  | Der verkaufte Großvater                 | 1988       |
|  | Der Brandner Kaspar und des ewig’ Leben | 1989       |

### 1992
| Folge | Titel                                 | Sendedatum |
| ----- | ------------------------------------- | ---------- |
| 1     | Liebe und Blechschaden                | 1992       |
| 2     | Herz am Spieß                         | 1992       |
| 3     | St. Pauli in St. Peter                | 1992       |
| 4     | Glück mit Monika                      | 1992       |
| 5     | Der Himmel auf Erden                  | 1992       |
| 6     | Der fidele Hausl                      | 1992       |
| 7     | Die Kohlen-Anni/Das Glück is a Vogerl | 1992       |
| 8     | Heiratsfieber                         | 1992       |
| 9     | Jedem das Seine                       | 1992       |
| 10    | Die Schwindelnichte                   | 1992       |
| 11    | Kein Auskommen mit dem Einkommen      | 1992       |
| 12    | Der Saisongockl                       | 1992       |
| 13    | Das Prämienkind                       | 1992       |
| 14    | Schneesturm/Wer’s glaubt wird selig   | 1992       |
| 15    | Die falsche Katz’                     | 1992       |
| 16    | Schöne Geschichten mit Mama und Papa  | 1992       |

### 1993
| Folge | Titel                         | Sendedatum |
| ----- | ----------------------------- | ---------- |
| 17    | Das Ei des Korbinian          | 1993       |
| 18    | Der Hallodri                  | 1993       |
| 19    | Der Jäger von Fall            | 1993       |
| 20    | Der verliebte Spion           | 1993       |
| 21    | Die kleine Welt               | 1993       |
| 22    | Die Perle Anna                | 1993       |
| 23    | Die Wallfahrt                 | 1993       |
| 24    | Ein Blitz aus heiterem Himmel | 1993       |
| 25    | Gaunerpech                    | 1993       |
| 26    | Glück auf der Alm             | 1993       |
| 27    | Immer wieder Samstags         | 1993       |
| 28    | Keine Leiche ohne Lily        | 1993       |
| 29    | Nix für unguat                | 1993       |
| 30    | Seine Majestät, der Kurgast   | 1993       |
| 31    | So ein Zirkus                 | 1993       |
| 32    | Zwei Tage Hochsaison          | 1993       |

### 1994
| Folge | Titel                     | Sendedatum |
| ----- | ------------------------- | ---------- |
| 33    | Thea Witt macht nicht mit | 1994       |

### 1995
| Folge | Titel                  | Sendedatum |
| ----- | ---------------------- | ---------- |
| 34    | Die fünf Karnickel     | 1995       |
| 35    | Die Töchter Josefs     | 1995       |
| 36    | Die silberne Haarnadel | 1995       |
| 37    | Der Narrenzettel       | 1995       |
| 38    | Der Witwentröster      | 1995       |
| 39    | Fahr’n ma Euer Gnaden  | 1995       |
| 40    | Die drei Eisbären      | 1995       |
| 41    | Die wilde Hilde        | 1995       |
| 42    | Der Millibankerl-Krieg | 1995       |

### 1996
| Folge | Titel                      | Sendedatum |
| ----- | -------------------------- | ---------- |
| 43    | Der Sündenfall             | 1996       |
| 44    | Krach um Jolanthe          | 1996       |
| 45    | Der Paradebayer            | 1996       |
| 46    | Heiter bis wolkig          | 1996       |
| 47    | Die bayerische Miss Marple | 1996       |
| 48    | Der Ehestreik              | 1996       |
| 49    | Frau Sonnenschein          | 1996       |

### 1997
| Folge | Titel                             | Sendedatum |
| ----- | --------------------------------- | ---------- |
| 50    | Meine Frau ist jetzt der Boss     | 1997       |
| 51    | Zwei Väter zu viel                | 1997       |
| 52    | Kultur zum Jubiläum               | 1997       |
| 53    | Starker Tobak                     | 1997       |
| 54    | Warmes Herz und kalte Güsse       | 1997       |
| 55    | Der Meisterboxer                  | 1997       |
| 56    | D’Eisheilign und die kalt’ Sophie | 1997       |
| 57    | Liebe macht blind                 | 1997       |
| 58    | Die Keuschheitskonkurrenz         | 1997       |

### 1998
| Folge | Titel                       | Sendedatum        |
| ----- | --------------------------- | ----------------- |
| 59    | A lästiger Bettg’sell’      | 24. April 1998    |
| 60    | Renn Oma, renn!             | 15. Mai 1998      |
| 61    | Die Power-Paula             | 16. Oktober 1998  |
| 62    | Das fünfte Gebot            | 30. Oktober 1998  |
| 63    | Die drei Dorfheiligen       | 13. November 1998 |
| 64    | … und oben wohnen die Engel | 11. Dezember 1998 |
| 65    | Halleluja beinand           | 25. Dezember 1998 |

### 1999
| Folge | Titel                           | Sendedatum         |
| ----- | ------------------------------- | ------------------ |
| 66    | Die Probenacht                  | 08. Januar 1999    |
| 67    | Das verkaufte Dorf              | 17. September 1999 |
| 68    | Streit übern Zaun               | 15. Oktober 1999   |
| 69    | Antiquitäten                    | 12. November 1999  |
| 70    | Wärst’ doch in Kentucky blieben | 03. Dezember 1999  |
| 71    | Der blaue Heinrich              | 17. Dezember 1999  |

### 2000
| Folge | Titel                      | Sendedatum         |
| ----- | -------------------------- | ------------------ |
| 72    | Die Millionenoma           | 01. Januar 2000    |
| 73    | Sei doch ned so dumm, Opa! | 21. Januar 2000    |
| 74    | Kavalier auf Abruf         | 14. April 2000     |
| 75    | Nix wia Müll               | 12. Mai 2000       |
| 76    | Der Entenkrieg             | 22. September 2000 |
| 77    | Die Gangsterfalle          | 06. Oktober 2000   |
| 78    | Der Musikantensimmerl      | 17. November 2000  |
| 79    | Schöne Bescherung          | 22. Dezember 2000  |
| 80    | Zimmer mit Frühstück       | 25. Dezember 2000  |

### 2001
| Folge | Titel                 | Sendedatum        |
| ----- | --------------------- | ----------------- |
| 81    | Das Schlosshotel      | 12. Januar 2001   |
| 82    | Das Verlegenheitskind | 09. Februar 2001  |
| 83    | A sauberne Welt       | 04. Mai 2001      |
| 84    | Das Schwindeltrio     | 18. Mai 2001      |
| 85    | Der Spritzbrunnen     | 19. Oktober 2001  |
| 86    | Die Appoloniaglocke   | 02. November 2001 |
| 87    | Prost Oskar!          | 31. Dezember 2001 |

### 2002
| Folge | Titel                        | Sendedatum        |
| ----- | ---------------------------- | ----------------- |
| 88    | Heiße Nacht und kalte Dusche | 04. Januar 2002   |
| 89    | Der Gendarmen-Muckl          | 15. Februar 2002  |
| 90    | Sexy Sepp                    | 31. Mai 2002      |
| 91    | Anglerglück am Campingplatz  | 25. Oktober 2002  |
| 92    | Der geliehene Opa            | 08. November 2002 |
| 93    | Silvester Hüttenzauber       | 31. Dezember 2002 |

### 2003
| Folge | Titel                    | Sendedatum        |
| ----- | ------------------------ | ----------------- |
| 94    | Wenn des bloß guad geht  | 07. Februar 2003  |
| 95    | Bäckermeister Striezl    | 28. Februar 2003  |
| 96    | Das einfache Leben       | 28. März 2003     |
| 97    | Sparmaßnahmen            | 30. Mai 2003      |
| 98    | Bürgermeister in Nöten   | 06. Juli 2003     |
| 99    | Zehn kleine Spießerlein  | 17. Oktober 2003  |
| 100   | Schaut’s doch mal vorbei | 14. November 2003 |
| 101   | A tierische Weihnacht    | 25. Dezember 2003 |

### 2004
| Folge | Titel                           | Sendedatum         |
| ----- | ------------------------------- | ------------------ |
| 102   | Thomas auf der Himmelsleiter    | 09. Januar 2004    |
| 103   | Skandal in Pullding             | 20. Februar 2004   |
| 104   | Das sündige Dorf                | 30. April 2004     |
| 105   | Die Kramer Res                  | 28. Mai 2004       |
| 106   | Liebesglück durch kleine Sünden | 11. Juni 2004      |
| 107   | Sommernacht im Grandhotel       | 29. September 2004 |
| 108   | Kinder, Kinder                  | 22. Oktober 2004   |
| 109   | Oh, diese Nachbarn              | 19. November 2004  |

### 2005
| Folge | Titel                          | Sendedatum         |
| ----- | ------------------------------ | ------------------ |
| 110   | Maximilian, jetzt bist du dran | 01. Januar 2005    |
| 111   | Dem Karli sei Tante            | 04. Februar 2005   |
| 112   | Mit Vollgas ins Glück          | 18. März 2005      |
| 113   | Die vier Unnahbaren            | 06. Mai 2005       |
| 114   | Salut für Berta                | 17. Juni 2005      |
| 115   | Stress im Polizeirevier        | 02. September 2005 |
| 116   | Wia grad der Wind geht         | 07. Oktober 2005   |
| 117   | Für’n Papa a Frau              | 04. November 2005  |
| 118   | Wenn der Hund nimmer bellt     | 09. Dezember 2005  |
| 119   | Obermeiers Silvesterparty      | 31. Dezember 2005  |

### 2006
| Folge | Titel                             | Sendedatum         |
| ----- | --------------------------------- | ------------------ |
| 120   | Der Bauerndiplomat                | 27. Januar 2006    |
| 121   | Ein Sack voller Flöhe             | 24. Februar 2006   |
| 122   | Der Gockl-Kriag                   | 26. Mai 2006       |
| 123   | Die Sorgen eines Bürgermeister    | 01. September 2006 |
| 124   | Ein ganz geheimes Staatsgeheimnis | 13. Oktober 2006   |
| 125   | I versteh bloß Bahnhof            | 01. November 2006  |
| 126   | D’ Winslbacher Würschtl-Wally     | 08. Dezember 2006  |
| 127   | Weil’s Weihnachten werd           | 24. Dezember 2006  |

### 2007
| Folge | Titel                            | Sendedatum         |
| ----- | -------------------------------- | ------------------ |
| 128   | Abschlag ins Glück               | 16. Februar 2007   |
| 129   | Die scheinheilige Dreifaltigkeit | 02. März 2007      |
| 130   | Fünfzig Minuten Verspätung       | 16. März 2007      |
| 131   | Vier Väter zu viel               | 25. Mai 2007       |
| 132   | Die Lügenglocke                  | 14. September 2007 |
| 133   | Die drei Bummerl                 | 12. Oktober 2007   |
| 134   | Jagdfieber                       | 09. November 2007  |
| 135   | Die Vorstadt-Diva                | 07. Dezember 2007  |
| 136   | Der Silvesterstar                | 31. Dezember 2007  |

### 2008
| Folge | Titel                          | Sendedatum         |
| ----- | ------------------------------ | ------------------ |
| 137   | Fischers feiern Fasching       | 04. Februar 2008   |
| 138   | Hochzeit auf Raten             | 29. Februar 2008   |
| 139   | Karriere auf der Alm           | 23. Mai 2008       |
| 140   | Mama macht mobil               | 12. September 2008 |
| 141   | O’zapft is                     | 19. September 2008 |
| 142   | Xaver spielt falsch            | 10. Oktober 2008   |
| 143   | Hugos Heldentat                | 07. November 2008  |
| 144   | Die Giftspritz’n vom Bründlhof | 21. November 2008  |
| 145   | Und des am Heiligen Abend      | 24. Dezember 2008  |

### 2009
| Folge | Titel                         | Sendedatum         |
| ----- | ----------------------------- | ------------------ |
| 146   | Der bezahlte Urlaub           | 09. Januar 2009    |
| 147   | Einmal Rentner, immer Rentner | 20. Februar 2009   |
| 148   | Der König von Hohenmoos       | 20. März 2009      |
| 149   | A ganz normale Familie        | 26. April 2009     |
| 150   | Ein unvergesslicher Wahlkampf | 01. Mai 2009       |
| 151   | Der Hauptgewinn               | 26. Juni 2009      |
| 152   | Der Diplom-Bauernhof          | 25. September 2009 |
| 153   | Wo Rauch ist, ist auch Feuer  | 09. Oktober 2009   |
| 154   | Italienische Zuaständ         | 06. November 2009  |
| 155   | Süßer die Glocken             | 24. Dezember 2009  |
| 156   | Der Silvesterknaller          | 31. Dezember 2009  |

### 2010
| Folge | Titel                        | Sendedatum         |
| ----- | ---------------------------- | ------------------ |
| 157   | Die Jungfernwallfahrt        | 26. Februar 2010   |
| 158   | Der Vatertagsausflug         | 07. Mai 2010       |
| 159   | Wieder dahoam                | 21. Mai 2010       |
| 160   | Da Schippedupfer             | 16. Juli 2010      |
| 161   | Explosive Landwirtschaft     | 12. September 2010 |
| 162   | Brunos Bruder                | 10. Oktober 2010   |
| 163   | Auf Opa ist Verlass          | 31. Oktober 2010   |
| 164   | Weihnachten im Polizeirevier | 24. Dezember 2010  |

### 2011
| Folge | Titel                           | Sendedatum         |
| ----- | ------------------------------- | ------------------ |
| 165   | Der Bulle von Rosenheim         | 07. Januar 2011    |
| 166   | Der unvollkommene Schwiegersohn | 04. März 2011      |
| 167   | Weil mir zwoa Spezi san         | 08. April 2011     |
| 168   | Da Bauern Nero                  | 06. Mai 2011       |
| 169   | Da Brezensalzer                 | 17. Juni 2011      |
| 170   | Man gönnt sich ja sonst nix     | 29. Juli 2011      |
| 171   | Handylust und Handyfrust        | 11. September 2011 |
| 172   | Der Narrenbacher Almabtrieb     | 02. Oktober 2011   |
| 173   | Texas Tom                       | 30. Oktober 2011   |
| 174   | Der ledige Hof                  | 27. November 2011  |
| 175   | Hüttengaudi                     | 31. Dezember 2011  |

### 2012
| Folge | Titel                         | Sendedatum         |
| ----- | ----------------------------- | ------------------ |
| 176   | Die Geburtstagsüberraschung   | 22. Januar 2012    |
| 177   | Alibi-Bauernhof               | 26. Februar 2012   |
| 178   | Altaich                       | 18. März 2012      |
| 179   | Denkbar ungünstig             | 29. April 2012     |
| 180   | Ahoi am Chiemsee              | 16. September 2012 |
| 181   | In den Himmel wollen sie alle | 07. Oktober 2012   |
| 182   | Grenzfeuer                    | 28. Oktober 2012   |
| 183   | Der Hunderter im Westentaschl | 25. November 2012  |

### 2013
| Folge | Titel                       | Sendedatum        |
| ----- | --------------------------- | ----------------- |
| 184   | Ein verrücktes Seniorenhaus | 27. Januar 2013   |
| 185   | Testament mit Wartezeit     | 17. Februar 2013  |
| 186   | Vorsicht bissiger Hund      | 17. März 2013     |
| 187   | Da war doch noch was        | 05. Mai 2013      |
| 188   | Der Matratzenspion          | 13. Oktober 2013  |
| 189   | Nordlicht über Bollerbach   | 10. November 2013 |
| 190   | Hypnose am Bauernhof        | 01. Dezember 2013 |

### 2014
| Folge | Titel                      | Sendedatum         |
| ----- | -------------------------- | ------------------ |
| 191   | Der Zeitbscheisser         | 23. März 2014      |
| 192   | Spekulanten Quartett       | 06. April 2014     |
| 193   | Gocklkriag am Moserhof     | 28. September 2014 |
| 194   | Daniel in der Löwengrube   | 19. Oktober 2014   |
| 195   | Die turbulente Fahnenweihe | 02. November 2014  |
| 196   | Villa Serrano              | 31. Dezember 2014  |

### 2015
| Folge | Titel                      | Sendedatum        |
| ----- | -------------------------- | ----------------- |
| 197   | Opas 3. Frühling           | 08. Februar 2015  |
| 198   | G’sehng und mög’n          | 29. März 2015     |
| 199   | Da Leftutti                | 17. Mai 2015      |
| 200   | Die Insel-Hupfer           | 30. August 2015   |
| 201   | Da Opa, da Babba und i     | 15. November 2015 |
| 202   | Endlich wieder Weihnachten | 20. Dezember 2015 |

### 2016
| Folge | Titel                     | Sendedatum        |
| ----- | ------------------------- | ----------------- |
| 203   | Der Wettkampf             | 28. Februar 2016  |
| 204   | Bürgermeister im Rotlicht | 01. Mai 2016      |
| 205   | Mei bester Freind         | 09. Oktober 2016  |
| 206   | A Kufern                  | 27. November 2016 |

### 2017
| Folge | Titel           | Sendedatum        |
| ----- | --------------- | ----------------- |
| 207   | Der Kartlbauer  | 05. Februar 2017  |
| 208   | Der Landgendarm | 28. Mai 2017      |
| 209   | Voll guat drauf | 15. Oktober 2017  |
| 210   | Bixlmadam       | 03. Dezember 2017 |

### 2018
| Folge | Titel            | Sendedatum        |
| ----- | ---------------- | ----------------- |
| 211   | Gespenstermacher | 28. Januar 2018   |
| 212   | Zoff im Puff     | 11. November 2018 |
| 213   | Ein guter Rutsch | 31. Dezember 2018 |

### 2019
| Folge | Titel             | Sendedatum       |
| ----- | ----------------- | ---------------- |
| 214   | Nicht öffentlich! | 10. Februar 2019 |